# 欺騙
欺騙（英語：Deception）是一種誤導他人、隱瞞真相，或者推廣假的想法、概念或信念的一種行為或陳述。欺騙常被用以取得個人利益或優勢。欺騙常被用於掩飾、宣傳、花招、隱瞞、分散注意、偽裝等情境中；此外欺騙尚有自我欺騙和惡意欺騙等的區別；在中文中，欺騙他人的人又叫做騙子（但“骗子”一词常特指诈骗犯），而被欺騙的狀況又叫做上當。
欺騙是親倫違俗（relational transgression）的一種主要形式，而這種狀況常會導致受到背叛的感覺和親友間的彼此不信賴。欺騙違背人際規範且是對期望的負向背離，而多數人都希望自己的朋友、伴侶甚至陌生人等在多數時候都是真誠可信的。如果人們認為多數的對話是不信實的，那在交談時，就可能會用上分散注意力或誤導等手段來獲取可信的資訊；另外在一些伴侶之間，大量的欺騙出現於有著戀愛或親密關係的伴侶之間。
欺騙和不誠實行為也可導致侵權行為或合約方面的民事訴訟，或甚至會讓一個人受到詐騙之類的刑事指控。在否認與欺騙（Denial and deception）中，欺騙也是心理戰的必要部分。

## 種類

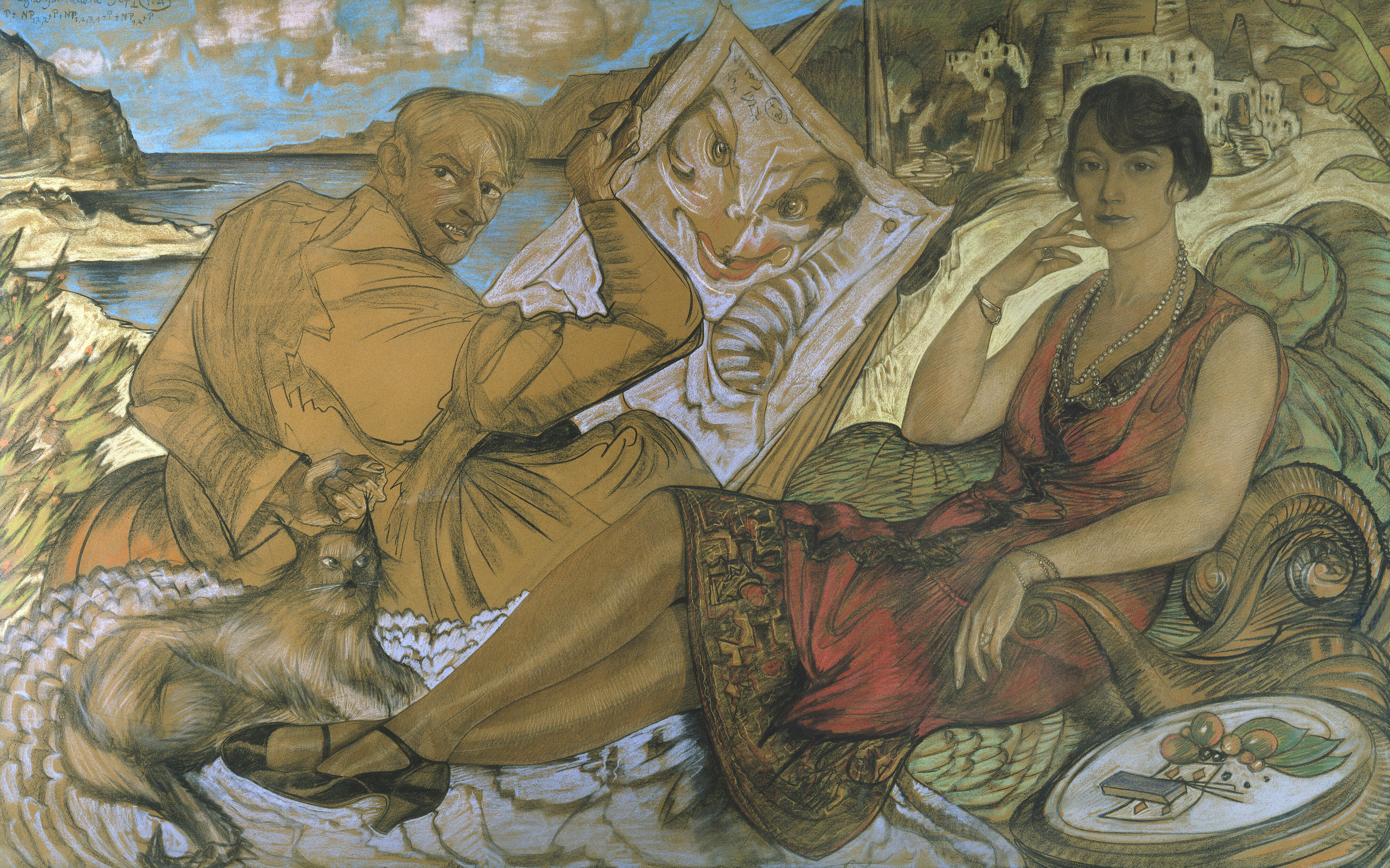
女人的欺騙與自畫像，由Stanisław Ignacy Witkiewicz於1927年所做。藏於華沙國家博物館。

欺騙包括了數種用以扭曲或掩蓋部分真相的溝通或省略方式。欺騙的例子包括了藉由假的陳述或省略相關訊息的誤導性陳述等以致接收訊息者做出假的結論等等的狀況。
一些例子如下：
- 皇帝問派駐陝西的官員當地民情時，官員回答說「唯青苗、助役為陝西之患」，而實際上助役法其實並未推行陝西一帶。
說明：這個聲稱可能具誤導性，在這種狀況下，接收訊息者可能會相信陝西有助役法。如果官員知道陝西沒有助役法且有意講說陝西有助役法，那官員就是企圖用謊言來引導接收訊息者相信錯誤的訊息。
- 納粹支持者聲稱「希特勒對猶太人大屠殺毫不知情。」，但事實上希特勒知情且下達了屠殺猶太人的指令。
說明：這個聲稱具誤導性，在這種狀況下，接收訊息者可能會相信希特勒和猶太人大屠殺無關；如果納粹支持者知道希特勒知情且下令屠殺猶太人，且有意講說希特勒和猶太人大屠殺無關，那納粹支持者就是企圖用謊言引導接收訊息者相信錯誤的訊息。
- 一個明星說：「為何說我有婚外情呢？我這十年來，不曾接受任何一個粉絲的投懷送抱。」，但事實上，他與多名助理有染。
說明：這個聲稱具誤導性，因為這讓接收訊息者相信說明星從未和他人發生性關係，但實情是他和許多人發生性關係，只是對方的身分不是粉絲。因此盡管這聲明在技術上是真的，但會引導接收訊息者相信錯誤的訊息。
- 一個政客說：「關於我去瑞士洗錢的傳言，全然是不實的指控。」，但事實上，他洗錢的地點是列支敦斯登。
說明：這個聲稱具誤導性，因為這讓接收訊息者相信說政治人物沒有洗錢，但實情是他有洗錢，只是地點不是所問的地方。因此盡管這聲明在技術上是真的，但會引導接收訊息者相信錯誤的訊息。
- 「葵花油含有Omega-3脂肪酸，因此對腦部健康有益」，但事實上，葵花油的Omega-3脂肪酸含量相對較低，因此對大腦健康沒有特別的好處
說明：這個聲稱具誤導性，因為這讓接收訊息者相信說葵花油對腦部健康的好處，多過其他的食物，因此盡管這聲明在技術上是真的，但會引導接收訊息者相信錯誤的訊息。
- 一個男網民被問及是否是女生時拒答或顧左右而言他，使對方以為自己是女生。 
說明：這個行為具誤導性，盡管在技術上男網民沒有說謊，但會引導接收訊息者相信錯誤的訊息。
- 討論死刑議題時，引用一兩篇認為死刑不能更好地嚇阻謀殺的研究。
說明：這個行為可能具誤導性，盡管在技術上論者沒有說謊，但若多數研究都指向死刑可更好地嚇阻謀殺，或者研究的量不足以證明死刑對謀殺沒有更強的嚇阻效果，這樣就會引導接收訊息者相信錯誤的訊息。詳見採櫻桃謬誤。

欺騙本身是一種有意識管理的訊息，欺騙者藉此讓得知訊息的人相信一些欺騙者本身知道是假的訊息。在考慮欺騙行為時，意圖是必要的，意圖可分辨欺騙和誠實的誤會。人際欺騙理論（Interpersonal deception theory）探索在欺騙的狀況下，溝通情境、發送信息者和接收信息者之間的認知模式和行為。
欺騙的一些形式如下：
1. 謊言：捏造和真相相反或非常不同的訊息。[4]
2. 一字多意：製造間接、模稜兩可或矛盾的陳述
3. 隱瞞：省略就情境而言重要或相關的訊息，或做出會掩蓋相關訊息的行為。
4. 誇大：將事實過度陳述或將之做一定的延展
5. 輕描淡寫：將事實的某些部分輕描淡寫或低調處理[3]
6. 不實：又稱作以錯誤的方式來解釋事實。

很多人都認為自己善於欺騙，但這種信心常常是沒來由的。

## 動機
布勒和布爾袞（Buller and Burgoon）兩人在1996年根據他們的人際欺騙理論，提出對於欺騙動機的三大分類：
- 手段性動機（Instrumental）：避免處罰或保護資源
- 關係性動機（Relational）：維持關係或羈絆
- 身分性動機（Identity）：保護面子或自我形象[6]

## 揭發

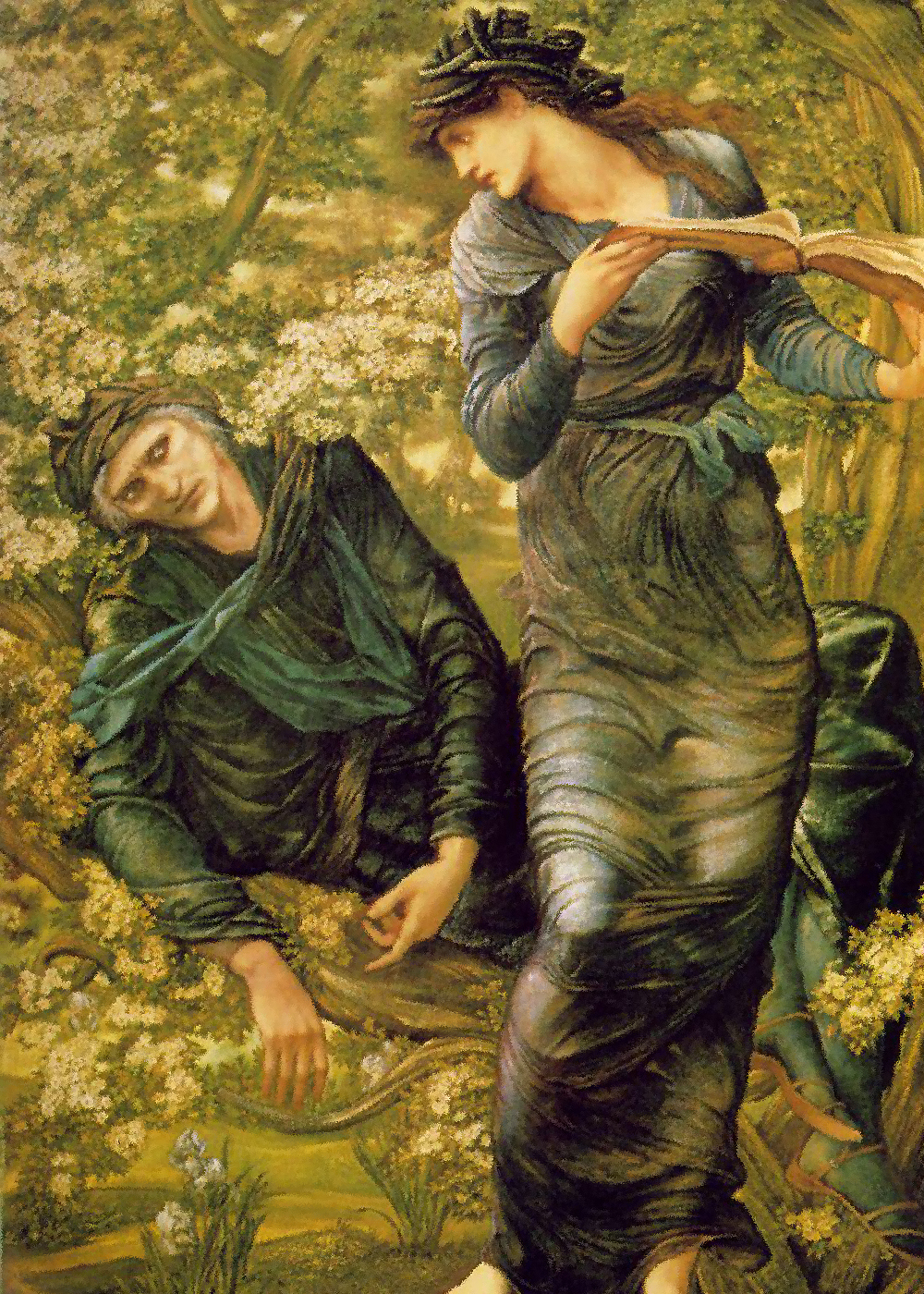
梅林的迷惑，由愛德華·伯恩-瓊斯繪製於1874年

除了伴侶講了公然或明顯的謊言，或者做了與另一方所知道的事實相互矛盾的事，不然揭發伴侶間的欺騙是極為困難的。盡管長期而言，欺騙伴侶是困難的，但伴侶間的欺騙經常發生於日常交談之間。因為沒有可信的徵象可指出欺騙，加上人們常預設他人講的是真相之故，因此揭發欺騙是困難的；然而，欺騙會對騙子造成心理負荷，他必須記得之前講過的內容以讓他的故事看起來一貫且可信，因此騙子經常透過言語或非言語行為洩漏重要訊息。
欺騙及揭發是一個複雜、流動且認知的過程，這過程基於訊息交換的情境。人際欺騙理論認為欺騙是一個在操縱訊息、使其偏離真相的送訊者和嘗試確認信息有效性的收訊者之間發生的一個動態且反覆的過程。騙子的行動和收訊者的行動彼此相關，而在交換的過程中，騙子可能洩漏和欺騙的言語和非言語訊息。一些研究發現說，一些線索可能和欺騙彼此相關，但學者對於這些線索是否能作為可信的徵象有所爭論。研究欺騙的學者阿爾德特·弗瑞（Aldert Vrij）甚至說沒有任何非言語行為，是必然能揭發欺騙的，也就是如前所述的一般，一個必能顯示欺騙的行為徵象並不存在；然而，有些行為確實和欺騙相關，弗瑞發現說比檢驗單一的線索，一組線索更能可信地指出欺騙。
馬克·弗蘭克（Mark G. Frank）提出說欺騙可在認知層次揭發。說謊需要蓄意且有意識的行為，因此聽對方說話和觀察對方的行為，對於揭發謊言很重要。假如一個人在回答時常常打岔、講話的時間較少、使用重複的單詞且有著不佳的邏輯結構，那這個人就有可能在撒謊。音頻高度和變化等聲音線索也可為欺騙行為提供有意義的線索。
恐懼會給騙子造成更多的刺激，這會由頻繁的眨眼、瞳孔擴張、說話打岔和說話時較高的音高等跡象顯現。已知有著罪惡感的騙子會藉由在自己和欺騙行為間製造距離感，製造出「非直接線索」，這種行為可以是物理性或透過言語顯現的，這樣的線索包括了用更間接的方式談論事情和難以維持與交談的另一方的眼神接觸等。另一個可揭發欺騙的線索就是講話的語調。Streeter、Krauss、Geller、Olson和Apple等人在1997年發現說恐懼和憤怒這兩種常與欺騙做連結的情感，會激起比悲傷或冷漠更多的感覺，並注意到說一個人所感到的壓力，和講話的音高頻率直接相關。

## 對欺騙的應用

### 迷彩

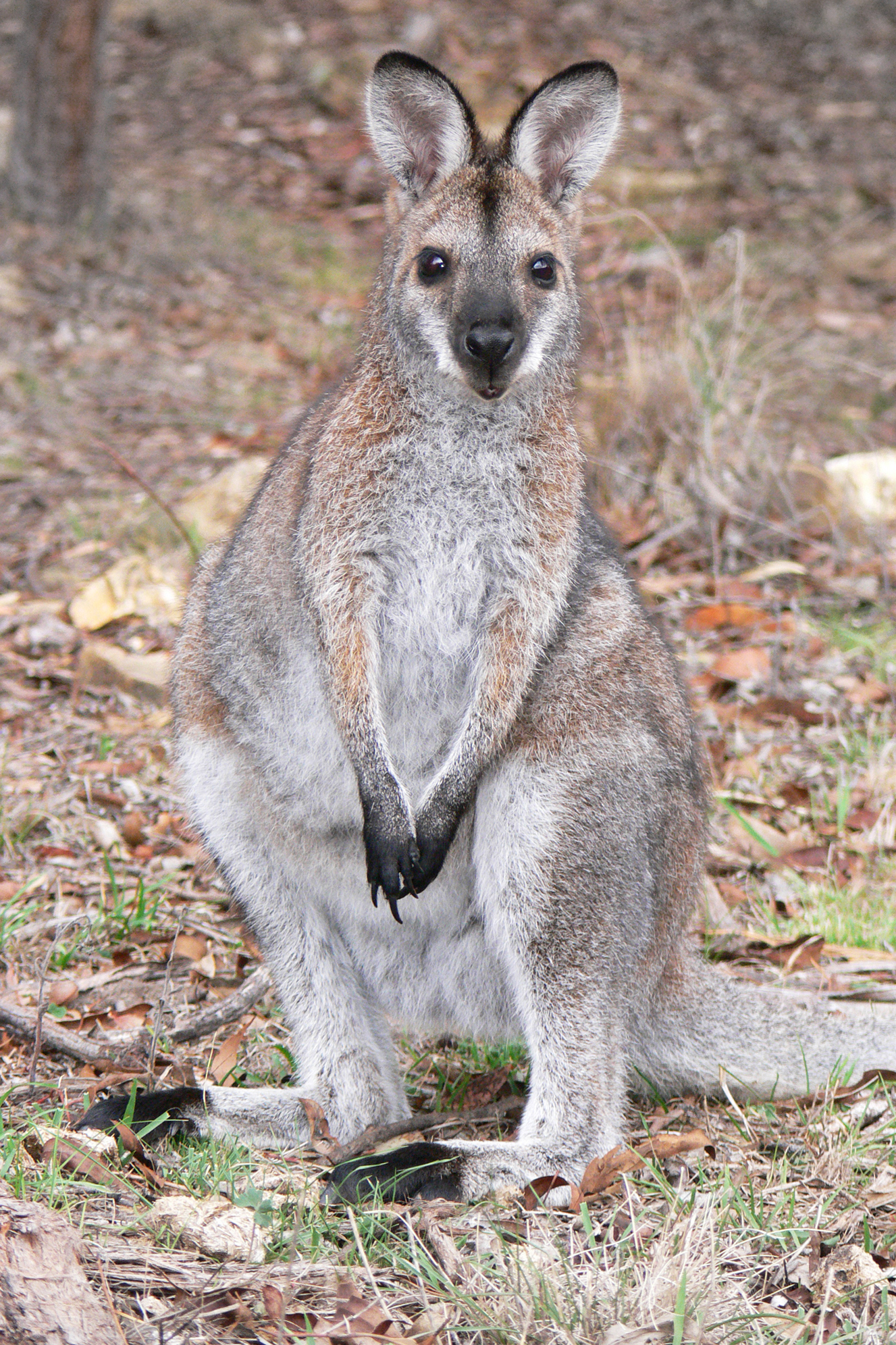
這隻袋鼠有著適應性的外表色彩，這使其能融入環境當中。

物體的迷彩可用以破壞物體的視覺邊界，這可藉由將物體給塗成和物體所要隱藏的背景的顏色相同這點辦到。在欺騙的「半真半假」訊息中，迷彩便是隱藏部分真相的作法。
作為視覺欺騙的軍事迷彩是軍事欺騙的一部分。

## 參照

### 引文
1. ↑  . Cambridge Dictionary. Cambridge University Press.   [November 11, 2018]. （原始内容存档于2019-09-05）.
2. ↑  . Collins English Dictionary. HarperCollins.   [November 11, 2018]. （原始内容存档于2019-04-21）.
3. 1 2 3  Guerrero, L., Anderson, P., Afifi, W. (2007). Close Encounters: Communication in Relationships (2nd ed.). Los Angeles: Sage Publications.
4. ↑  Griffith, Jeremy. . 2011  [2019-09-05]. ISBN 978-1-74129-007-3. （原始内容存档于2016-01-03）.
5. ↑  Grieve, Rachel; Hayes, Jordana. . Personality and Individual Differences. 2013-01-01, 54 (2): 311–314. doi:10.1016/j.paid.2012.09.001.
6. ↑  Buller, D. B.; Burgoon, J. K. . Communication Theory. 1996, 6 (3): 203–242. doi:10.1111/j.1468-2885.1996.tb00127.x.
7. ↑  Buller & Burgoon, 1996
8. ↑  Burgoon & Qin, 2006
9. 1 2  Vrij, 2008
10. ↑  Frank, M. G.; O’Sullivan, M.; Menasco, M. A. . Voeller, J. G.  (编). . New York: John Wiley & Sons. 2009. CiteSeerX 10.1.1.177.9157 . ISBN 9780471761303. doi:10.1002/9780470087923.hhs299.
11. ↑  Rockwell, P. A.; Buller, D. B.; Burgoon, J. K. . Applied Psycholinguistics. 1997, 18 (4): 471–484. doi:10.1017/S0142716400010948.
12. ↑  Zuckerman, M.; DePaulo, B. M.; Rosenthal, R.  14. 1981: 1–59. ISBN 9780120152148. doi:10.1016/S0065-2601(08)60369-X. |journal=被忽略 (帮助)
13. ↑  Streeter, L. A.; Krauss, R. M.; Geller, V.; Olson, C.; Apple, W. . Journal of Personality and Social Psychology. 1977, 35 (5): 345–350. doi:10.1037/0022-3514.35.5.345.